# Cinnyris neergaardi
Cinnyris neergaardi là một loài chim trong họ Nectariniidae.